# Johann Achatius Felix Bielcke
Johann Achatius Felix Bielcke, Jan Achacy Feliks Bielcke (ur. 19 października 1716 w Jenie, zm. 17 stycznia 1802) — szczecinianin, pastor w kościele Najświętszej Marii Panny w Szczecinie, profesor teologii i radny konsystorza. Autor druków i kazań w duchu oświeceniowego racjonalizmu. Prowadził też badania nad hymnami.
Był synem burmistrza Jeny Johanna Felixa Bielcke. Uczęszczał do gimnazjum w Weimarze. W 1732 roku wrócił do rodzinnego miasta by podjąć studia na tutejszym uniwersytecie. Od 1743 roku sprawował funkcję profesora i rektora w stargardzkim Kolegium Gröninga i Rathsschule. W 1758 przeniósł się do Szczecina. Objął tu posadę profesora łaciny w Gimnazjum Akademickim oraz został pastorem w kościele Mariackim i radcą królewsko-pruskiego konsystorza.